# 金敬中
金 敬中（キム・キョンチョン、김경중、1970年5月23日- ）は、大韓民国のプロチャンギ（朝鮮将棋）棋士である。ソウル本部所属。非常に積極的な棋風から「戦闘神（전투신）」の愛称がある。チャンギについては「力の均衡」という哲学を持っている。BrainTVのチャンギ講座『備急序盤16手』（비급초반16수）、『備急中盤戦略』（비급중반전략）、『備急終盤仕上げ』（비급종반마무리）の進行を担当した。現在はネイバーで「チャンギ愛アカデミー」というチャンギカフェを運営している。また、2009年8月27日からハンゲームチャンギでチャンギコラムを連載し、2017年に国内唯一のチャンギ専門新聞「Kスポーツチャンギ」の編集局長を務め、2020年にYouTubeチャンネルを開設して精力的に活動している。

## 略歴
大田広域市で生まれた。
- 1994年1月、プロ入り（当時最年少入段）
- 1995年 第6回名人戦準優勝、第10回千石杯優勝
- 1996年 第7回名人戦優勝
- 1997年 第2回国手戦優勝、第8回名人戦優勝、第1回プロ10傑伝優勝、第12回千石杯準優勝
- 1998年 第3回国手戦優勝、第13回千石杯優勝
- 1999年 第4回国手戦優勝、第9回名人戦準優勝、第3回プロ10傑伝準優勝
- 2000年 第10回名人戦準優勝
- 2001年 第11回名人戦優勝
- 2002年 九段昇段（最年少、最短九段昇段）、第12回名人戦準優勝
- 2003年 第3回KBS将棋王戦優勝、大韓紅参杯エムゲームプロリーグ1、2、3期優勝、総合チャンピオン戦優勝、第2回済州島知事杯全国チャンギ王大会準優勝
- 2004年 韓国チャンギ最高手戦優勝、第9回全州市市長杯プロ棋士部門優勝、第1回韓中交流戦準優勝
- 2005年 第5回KBS将棋王戦優勝、第10回全州市市長杯プロ棋士部門優勝
- 2006年 第1回総裁杯チャンギ最強者戦優勝
- 2007年 第2回総裁杯チャンギ最強者戦準優勝、第1回ハンゲームチャンギチャンピオンズリーグ準優勝
- 2008年 第1回利體杯王位戦準優勝
- 2010年 第3回総裁杯チャンギ最強者戦優勝、ハンゲームチャンギグランプリ準優勝
- 2011年 元旦特集KBS将棋王戦優勝、第2回チャンギ棋聖戦優勝、第5回ハンゲームチャンギグランプリ 準優勝
- 2016年 元旦特集KBS将棋王戦優勝
- 2018年 東領杯準優勝